# Ричард Брукс
Ричард Брукс (англ. Richard Brooks), наст. имя и фам. Рубен Сакс, (англ. Ruben Sax); 1912—1992 — американский кинорежиссёр, сценарист, продюсер, прозаик. Лауреат премии «Оскар».

## Биография
Родился в семье еврейских иммигрантов из России, окончил Университет Темпл в Филадельфии. Работал спортивным репортёром в нескольких газетах, затем перешёл в нью-йоркскую радиокомпанию WNEW. В 1930-х работал режиссёром в театре «Милл Понд», штатным сценаристом в Голливуде. Во время Второй мировой войны служил в морской пехоте.
В 1950 г. поставил свой первый фильм «Кризис». Был женат на Джин Брукс. В 1960 г. женился на британской актрисе Джин Симмонс, снявшейся в его фильме «Элмер Гантри»; их брак продлился до 1977 г. Входил в круг друзей основателя журнала «Playboy» Хью Хефнера.
Умер от сердечной недостаточности в 1992 году. Похоронен на кладбище Хилсайд, Калвер-Сити.

## Избранная фильмография
- 1950 — Кризис / Crisis
- 1952 — Криминальная полоса в прессе США / Deadline U.S.A.
- 1953 — Арена боя / Battle Circus
- 1954 — Когда я в последний раз видел Париж / Lucky Star
- 1955 — Школьные джунгли / Blackboard Jungle
- 1956 — Последняя охота / The Last Hunt
- 1956 — Свадебный подарок, или Всё как у людей / The Catered Affair
- 1958 — Братья Карамазовы / The Brothers Karamazov
- 1958 — Кошка на раскалённой крыше / Cat on a Hot Tin Roof
- 1960 — Элмер Гантри / Elmer Gantry
- 1962 — Сладкоголосая птица юности / Sweet Bird of Youth
- 1965 — Лорд Джим / Lord Jim
- 1966 — Профессионалы / The Professionals
- 1967 — Хладнокровное убийство / In Cold Blood
- 1971 — Доллары / $
- 1975 — Вкуси пулю / Bite the Bullet
- 1977 — В поисках мистера Гудбара / Looking for Mr. Goodbar
- 1982 — Неправый прав / Wrong Is Right
- 1985 — Букмекерская лихорадка / Fever Pitch